# ريتشارد وارن سيرز
ريتشارد وارن سيرز (بالإنجليزية: Richard Warren Sears)‏ هو رائد أعمال وشخصية أعمال أمريكي، ولد في 7 ديسمبر 1863 في ستيوارتفيل في الولايات المتحدة، وتوفي في 28 سبتمبر 1914 في وكيشا في الولايات المتحدة بسبب التهاب الكلى.

## وصلات خارجية
- ريتشارد وارن سيرز على موقع الموسوعة البريطانية (الإنجليزية)